# 愛媛県立保育専門学校
愛媛県立保育専門学校（えひめけんりつほいくせんもんがっこう）は、かつて存在した公立専修学校である。1953年（昭和28年）5月15日に開校、2008年（平成20年）3月末で廃校となった。

## 概要
- 所在地 愛媛県松山市御幸二丁目3-41
- 2年制の保育士養成課程が設置されていた。

## 周辺
- 松山大学御幸キャンパス
- 愛媛県中央児童相談所
- 御幸町郵便局